# Kalkstein-Degenflügel
Der Kalkstein-Degenflügel (Campylopterus calcirupicola) ist eine Vogelart aus der Familie der Kolibris (Trochilidae), die in Brasilien endemisch ist. Die Art ist monotypisch. Der Bestand wird von der IUCN als „gefährdet“ (vulnerable) eingestuft.

## Merkmale
Der Kalkstein-Degenflügel erreicht eine Körperlänge von etwa 13,9 cm bei einem Gewicht von ca. 6,1 g. Er hat einen langen, leicht gebogenen Schnabel. Die Oberseite und die oberen und unteren Flügeldecken sind glänzend bronzegrün, wobei der Oberkopf etwas dunkler mit bronzefarbener Tönung ist. Hinter dem Auge (postokular) hat er einen weißen Fleck. Die Schwungfedern sind bläulich schwarz mit einem metallischen Schimmer. Die Unterseite ist hellgrau mit Ausnahme des weißlichen Bauchs. Die Unterschwanzdecken sind hellgrau. Beim abgerundeten Schwanz mit zehn Steuerfedern ist das zentrale Paar schimmernd bronzegrün, die nächsten farblich ähnlich mit einem dunklen olivgrauen Fleck am Ende. Die drei äußeren Paare sind an der Basis schimmernd bronzegrün gefolgt von einem schmalen olivgrauen Band. Speziell von den Innenfahnen zieht sich eine weiße Spitze über die Steuerfedern. Die Iris ist dunkelbraun, der Oberschnabel schwarz, der Unterschnabel gräulich rot mit schwarzer Spitze. Füße, Zehen und Krallen sind schwarz. Weibchen und Männchen ähneln sich, wobei das Weibchen einen etwas längeren Schnabel hat.

## Verhalten und Ernährung
Der Kalkstein-Degenflügel bezieht seinen Nektar u. a. von den Gattungen Salbei, Justicia und Camptosema, von Spathodea  campanulata, Carica  papaya, Delonix  regia, Inga  laurina, Malvaviscus arboreus und Bromeliengewächsen.

## Fortpflanzung
Über die Brutbiologie des Kalkstein-Degenflügels ist wenig bekannt. Bisher wurde noch kein Nest beschrieben. Männchen mit erhöhten Gonadenaktivitäten wurden im Mai, Juli und September untersucht. Weibchen mit gut entwickelten Brutflecken wurden im Juni und Dezember gesammelt. Diese Daten weisen auf eine längere Brutsaison hin.

## Verbreitung und Lebensraum

Verbreitungsgebiet (grün) des Kalkstein-Degenflügels

Der Kalkstein-Degenflügel kommt von Divinópolis de Goiás über Coribe bis Bocaiúva an beiden Ufern des Rio São Francisco vor. Ebenso ist er im Tal des Río Paraná präsent. Er bewegt sich in Höhenlagen zwischen 460 und 880 Metern. Sein bevorzugtes Habitat ist Trockenwald in Kalksteinumgebung.

## Gefährdung und Schutz
BirdLife International schätzte den Bestand 2021 auf 2.400 bis 15.000 Kalkstein-Degenflügel. Der verbleibende Lebensraum ist fragmentiert, die größte Teilpopulation weist wahrscheinlich nicht mehr als 1.000 geschlechtsreife Individuen auf. Die Art ist durch Abholzung, Umwandlung von Wald in Weideland und Bau von Wasserkraftwerken bedroht. Der Kalkstein-Degenflügel ist in seiner Verbreitung auf Wälder mit Kalksteinböden und in Flussnähe beschränkt. Aufgrund deren Geländeform ist es weniger wahrscheinlich, dass sie in landwirtschaftliche Flächen umgewandelt werden, d. h. die Abholzung wird eher langsam fortschreiten.

## Etymologie und Forschungsgeschichte
Die Erstbeschreibung des Kalkstein-Degenflügels erfolgte 2017 durch Leonardo Esteves Lopes, Marcelo Ferreira de Vasconcelos & Luiz Pedreira Gonzaga unter dem wissenschaftlichen Namen Campylopterus calcirupicola. Das Typusexemplar wurde am 6. Juni 2007 bei Montes Claros in Minas Gerais gesammelt. 1827 führte William Swainson die neue Gattung Campylopterus ein. Dieses Wort leitet sich vom griechischen καμπύλος kampýlos für „gebogen, gekrümmt“ und -πτερος, πτερόν -pteros, pterón für „-geflügelt, Flügel“ ab. Der Artname calcirupicola ist ein lateinisches Wortgebilde aus calx, calcis für „Kalk, Kalkstein“, rupes, rupis für „Fels“ und -cola, colere für „Bewohner, wohnen“.
Nachdem der Kalkstein-Degenflügel anfangs als Unterart des Graubrust-Degenflügels angesehen wurde, gesteht das South American Classification Committee ihm jetzt den Status als eigenständige Art zu.